# Ivoy-le-Pré
Ivoy-le-Pré es una población y comuna francesa, situada en la región de  Centro, departamento de Cher, en el distrito de Vierzon y cantón de La Chapelle-d'Angillon.

## Demografía
| 1189 | 1042 | 856 | 933 | 807 | 857 |
| Para los censos de 1962 a 1999 la población legal corresponde a la población sin duplicidades (Fuente: INSEE [Consultar]) |      |     |     |     |     |